# سکوبلتی
سکوبلتی (به لاتین: Skobeli) یک منطقهٔ مسکونی در روسیه است که در استان آرخانگلسک واقع شده‌است.